# William Ailes House
Das im 19. Jahrhundert errichtete William Ailes House (auch bekannt als Bellevue) ist ein historisches Haus in Natchez im US-Bundesstaat Mississippi. Es liegt in der South Canal Street auf Nummer 657. Architekt war Thomas Bowen. Das Ziegelsteinhaus ist im Stil des Greek Revival erbaut.
Es wurde am 12. März 1980 vom National Register of Historic Places mit der Nummer 80002190 in die Register aufgenommen.